# Luikse commode
De Luikse commode maakte zijn intrede in de Luikse interieurs omstreeks 1730. Het is in deze periode, de 18e eeuw, dat de Luikse meubelkunst een groot aanzien genoot.

## Beschrijving
Deze eenvoudige commode heeft drie laden en rust op poten die de vorm hebben van dieren. Het front is gewelfd en het bovenblad is van hout, in tegenstelling tot de Franse exemplaren waarbij dit in marmer is uitgevoerd. De realisatie van dit meubel vraagt samenwerking tussen houtsnijder en schrijnwerker omwille van de versieringen met rocailles, bloemen, loof en architectonische motieven in C-vorm.

## Bekende voorbeelden
Deze Luikse commode staat in de oude troonzaal op de eerste verdieping van het stadhuis in Luik. Ze werd in 2004 door Anne della Faille d'Huysse aan de Koning Boudewijnstichting geschonken.